# 공모죄
공모죄(共謀罪, conspiracy)란 두 사람 이상이 미래에 범죄를 범할 것을 합의함으로써 기수가 되는 영미법상 범죄이다. 최근에는 공연한 행위를 요구한다. 공모죄는 공모를 통해 계획한 범죄를 범하더라도 계획범죄에 흡수되지 않고 독립된 범죄가 된다.

## 전통적 견해
과거 커먼로상에서는 공모되는 2인 이상 사람의 합의가 있어야 하므로 단독 공모죄는 성립하지 않는다.

## 최근 견해
예를 들어 잠복 경찰관과 범죄를 공모한 경우 비록 경찰관은 범죄를 범할 의사가 전혀 없었지만 피고인은 단독 공모죄로 처벌받을 수 있다.

## 워튼원칙
결투, 중혼, 불륜, 도박, 밀수나 뇌물수수죄는 범죄의 특성상 두 사람을 필요로 하고 이 경우 공모죄의 성립을 부정한다.

## 사례
마이크와 테드는 강도죄를 저지르기 위해 로리의 집에 침입하기로 공모하였다. 그들이 강도계획을 짜는 동안, 마이크는 로리의 집 방범장치를 해제하는데 필요한 기술적 조언을 벤에게 구하였고, 벤은 자신은 범죄에 가담하고 싶지 않다고 하면서 테드가 직접 방법장치를 해제할 수 있도록 방법을 알려주었다. 그 후 마이크와 테드는 강도를 저지하기 위해 로리의 집으로 갔는데 집 앞에 사나운 개가 있어서 무서워서 강도를 포기하고 돌아갔다. 이 경우, 마이크, 테드 그리고 벤은 공모죄의 유죄가 된다. 공모한 범죄에 자발적으로 동의하지 않았더라도 그 사람이 공모내용에 대해 알고 있고 공모의 목적에 대해 의도적으로 도움을 주었다면 그 사람을 공모의 일원으로 보는 것이 가능하다.

## 참고 문헌
- 균형 상실한 미국의 ‘음모죄’[깨진 링크(과거 내용 찾기)]

## 같이 보기
- 핑커턴 책임